# 산내초등학교 임고분교
산내초등학교 임고분교는 경상남도 밀양시 산내면 임고4길 9-14 (임고리)에 있었던 분교이다.

## 연혁
- 1969년 10월 10일 산내국민학교 임고분교장 설치
- 1971년 3월 1일 임고국민학교로 승격
- 1981년 3월 29일 병설유치원 설립인가
- 1993년 3월 1일 산내국민학교 임고분교장
- 1999년 9월 1일 산내초등학교로 통폐합